# Vinicius Goncalves Matheu
Vinicius Goncalves Matheu (sinh ngày 6 tháng 7 năm 1994) là một cầu thủ bóng đá người Brasil.

## Sự nghiệp câu lạc bộ
Vinicius Goncalves Matheu hiện đang chơi cho SC Sagamihara.